# Crosses (Band)
Crosses (meist stilisiert als †††) ist eine US-amerikanische Electro-Rock-Band aus Los Angeles, die 2011 von Chino Moreno (Deftones), Shaun Lopez (Far) und Chuck Doom gegründet wurde.

## Bandgeschichte
Die Jugendfreunde Chino Moreno und Shaun Lopez verfolgten mit ihren Bands zuvor schon gemeinsame Projekte. Deshalb war es für Lopez und Doom, die bereits mehrere Songs zusammen geschrieben hatten, naheliegend, Moreno als Sänger für einige ihrer neuen Songs anzufragen. Da er von der Musik sehr angetan war, beschloss man, ihn gleich als ständiges Mitglied ihres Musikprojektes aufzunehmen.
Ursprünglich sollte die Band den Namen Holy Ghost tragen. Aufgrund möglicher Verwechslungsgefahr mit einer anderen Band, entschieden sie sich aber im letzten Moment doch, einen anderen Namen anzunehmen. Lopez schlug ††† vor, was für die drei Bandmitglieder stehen soll. Laut Moreno benutzen sie die Kreuze mit ihrer Symbolkraft bewusst, ohne aber deswegen eine christliche Band zu sein, vielmehr stecken künstlerische Überlegungen dahinter. Mögliche Verbindungen zum Genre des Witch House, deren Vertreter ebenfalls elektronische Musik machen und Symbole, insbesondere das Kreuz, benutzen, wurden dementiert.
Die erste EP, EP †, oder schlicht EP 1, wurde ab 2. August 2011 zunächst kostenlos angeboten. Chris Robyn, ein Bandkollege Lopez’ von Far, spielte Schlagzeug, dazu konnte man mit Duff McKagan (Guns N’ Roses) einen prominenten Bassisten an Bord holen (erscheint auf This Is a Trick).
Mit The Years steuerten Crosses einen neuen Song für den Soundtrack zum Videospiel Batman: Arkham City bei.
Die zweite EP, EP †† bzw. EP 2, erschien am 24. Januar 2012. Beide bisherigen EPs wurden im Selbstverlag veröffentlicht.
Eine dritte EP kam vorerst nicht zustande, da Moreno anderen Verpflichtungen nachkommen musste, so erschien Koi No Yokan von den Deftones im November 2012 und das selbstbetitelte Debütalbum von Palms, einer Band die Moreno mit einigen ehemaligen Mitgliedern von Isis ebenfalls im Jahr 2011 gründete, im Juni 2013. Im September desselben Jahres unterzeichneten Crosses einen Plattenvertrag mit Sumerian Records, wodurch sich die Pläne änderten und die dritte EP endgültig gestrichen wurde. Stattdessen sollten die neuen Lieder zusammen mit dem überarbeiteten Material der ersten zwei EPs auf einem regulären Studioalbum erscheinen. Vorab erschienen die neuen Songs The Epilogue und Bitches Brew, bevor das Album mit dem Namen ††† (Crosses) am 11. Februar 2014 veröffentlicht wurde. Der Vollständigkeit halber wurden die neuen Lieder zum Record Store Day 2014 doch noch separat auf einer dritten EP veröffentlicht.
2020 und 2021 veröffentlichte die Band am 24. Dezember jeweils einen Cover-Song von Cause & Effect sowie von Q Lazzarus. Gecovert wurden Songs aus den 80er Jahren, die für die Gruppe stilgebend scheinen.
2023 erschien mit Goodnight, God Bless, I Love U, Delete das zweite Studioalbum. Als Gast in Girls float † Boys cry ist Robert Smith vertreten. In Big You gibt es einen Auftritt des Hip-Hop-Musikers El-P.

## Stil
Crosses ist dem Electro-Rock zuzuordnen, wenn auch viele die augenscheinlichen Merkmale des Witch House hervorheben, so besteht nicht nur der Name der Band und des ersten Albums ausschließlich aus Kreuzen, auch beinhaltet jedes Lied im Namen mindestens ein Kreuz, das in der Regel ein t ersetzt. Dennoch ist aus musikalischer Hinsicht die Einordnung in die Witch-House-Bewegung inkorrekt. Alex Young von Consequence of Sound sieht stattdessen eine Mischung aus Morenos beiden bisherigen Bands, der Alternative-Metal-Band Deftones und dem Dream-Pop-Kollektiv Team Sleep. Das Rezept seien 80er Synthies und Beats und die unverwechselbare Stimme Morenos.

## Diskografie

### Studioalben
| Jahr | Titel Musiklabel                                          | Höchstplatzierung, Gesamtwochen, AuszeichnungChartplatzierungen (Jahr, Titel, Musiklabel, Platzierungen, Wochen, Auszeichnungen, Anmerkungen) | Höchstplatzierung, Gesamtwochen, AuszeichnungChartplatzierungen (Jahr, Titel, Musiklabel, Platzierungen, Wochen, Auszeichnungen, Anmerkungen) | Anmerkungen                            |
| Jahr | Titel Musiklabel                                          | DE | US | Anmerkungen                            |
| ---- | --------------------------------------------------------- | --- | --- | -------------------------------------- |
| 2013 | Crosses Sumerian Records                                  | — | US26 (2 Wo.)US | Erstveröffentlichung: 25. Juni 2013    |
| 2023 | Goodnight, God Bless, I Love U, Delete Warner Music Group | DE59 (1 Wo.)DE | US139 (1 Wo.)US | Erstveröffentlichung: 13. Oktober 2023 |

### EPs
- 2011: EP 1
- 2012: EP 2
- 2014: EP 3 (Record Store Day 2014)
- 2022: Permanant Radiant

### Singles
- 2012: Option / Telepathy (Record Store Day 2012)
- 2013: The Epilogue
- 2014: Telepathy[6]
- 2020: The Beginning of the End
- 2021: Goodbye Horses
- 2022: Initiation/Protection
- 2022: Vivien
- 2022: Sensation
- 2022: One More Try

### Musikvideos
- 2013: Bitches Brew
- 2014: The Epilogue